# ウィリアム・ウォード (第10代ダドリー男爵)
第10代ダドリー男爵および第5代ウォード男爵ウィリアム・ウォード（英語: William Ward, 10th Baron Dudley and 5th Baron Ward、1685年10月16日 – 1740年5月20日）は、イギリスの貴族。1731年にダドリー男爵とウォード男爵の爵位を継承したが、未婚のまま死去、2つの爵位が分離することとなった。

## 生涯
1685年10月16日、ウィリアム・ウォード（第7代ダドリー男爵エドワード・ウォードの次男）とフランシス・ディルク（Frances Dilke）の三男として生まれた。第8代ダドリー男爵エドワード・ウォードは兄にあたる。
1731年9月6日に甥エドワードが死去すると、ダドリー男爵とウォード男爵の爵位を継承した。
1740年5月20日に未婚のまま死去、ダドリー男爵は甥のファーディナンド・ダドリー・リー（姉妹フランシスの息子）が、ウォード男爵とダドリー城はいとこにあたるジョン・ウォードが継承した。